# Хто хоче стати мільйонером?
Хто хо́че ста́ти мільйоне́ром? — український аналог однієї з найпопулярніших телевізійних ігор у світі «Who Wants to Be a Millionaire?», який вийшов на каналі «ICTV» з 29 листопада по 29 грудня 2021 року, ведучий — Станіслав Боклан. Кастинг було оголошено 13 жовтня 2021 року, а через місяць пройшли зйомки проєкту.

## Історія гри
13 жовтня 2021 року стало відомо про запуск телегри «Хто хоче стати мільйонером?» на ICTV. Телеканал відкрив кастинг на шоу і очікує перших сміливців, які заповнять анкету на участь. 9 листопада 2021 року телеканал ICTV розкрив ім'я нового ведучого — ним став народний артист України Станіслав Боклан. Також стало відомо, що прем'єра першого сезону нового шоу відбулася 29 листопада 2021 року на ICTV. Прем'єра другого сезону відбулася 21 жовтня 2024 року на телеканалі ICTV2, а 1 вересня 2025 року відбудеться прем'єра третього сезону.

## Виграш
- Олег Мороз (випуск від 22 грудня 2021 року) — 1 000 000 грн.
- Руслан Стоколос (випуск від 9 грудня 2024 року) — 1 000 000 грн.

## Виноски
1. ↑  На ICTV з'явиться легендарне шоу. Архів оригіналу за 28 жовтня 2021. Процитовано 2 грудня 2021.
2. ↑  ICTV розкрив ім’я ведучого Хто хоче стати мільйонером. life.fakty.com.ua (укр.). Архів оригіналу за 10 листопада 2021. Процитовано 10 листопада 2021.
3. ↑  Стало відомо, хто буде ведучим "Хто хоче стати мільйонером". news.obozrevatel.com (укр.). Архів оригіналу за 9 листопада 2021. Процитовано 10 листопада 2021.